# Luca Buzzi
Pour les articles homonymes, voir Buzzi.
Luca Buzzi (né en 1982 à Varèse) est un astronome amateur italien.

## Biographie
Le Centre des planètes mineures le crédite de la découverte de sept astéroïdes numérotés, effectuée entre 2001 et 2007, en partie avec la collaboration de Federico Bellini et de Federica Luppi.
L'astéroïde (6517) Buzzi lui est dédié .
| (88260) Insubria       | 22 avril 2001    |
| (133537) Mariomotta    | 7 octobre 2003   |
| (151697) Paolobattaini | 15 janvier 2003  |
| (194982) Furia         | 19 janvier 2002  |
| (243262) Korkosz       | 31 décembre 2007 |
| (277816) Varèse        | 2 avril 2006     |